# هاري إيفرت تاونسند
هاري إيفرت تاونسند (بالإنجليزية: Harry Everett Townsend)‏ هو رسام توضيحي أمريكي، ولد في 1879، وتوفي في 1941.